# Kriek
Kriek es un tipo de cerveza belga, obtenida mediante la fermentación de cerezas agrias (conocidas también como Morello). El nombre proviene de la palabra flamenca para este tipo de cereza (kriek), tradicionalmente se utilizan " Schaarbeekse krieken", una variedad rara de cereza belga proveniente del área  de Bruselas. Como la variedad Schaarbeek de cerezas  se ha vuelto más difícil de encontrar, algunos cerveceros han reemplazado estas con otras variedades de cerezas agria (ya sea parcial o totalmente), a veces procedentes de otros países.
Se caracteriza por ser de color rojizo.

## Elaboración

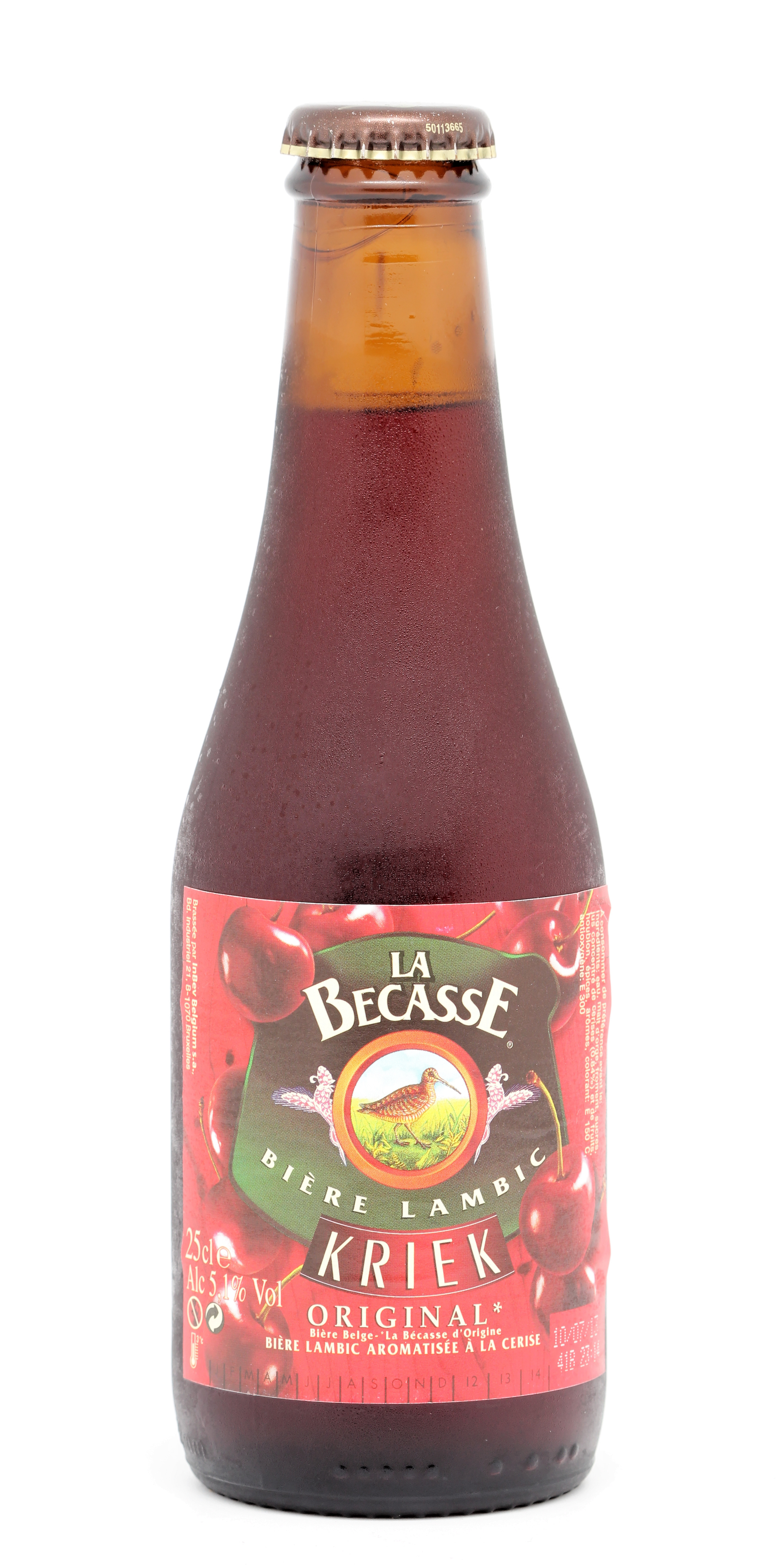
Una botella de lambic kriek la Bécasse original 25cl

Tradicionalmente, la Kriek se hace en cervecerías alrededor de Bruselas utilizando la cerveza lambic, a la que se agregan cerezas agrias. La lambic es una cerveza agria y seca, fermentada espontáneamente con levadura aerotransportada que, según se dice, es nativa de Bruselas. Una cerveza kriek tradicional que tiene como  base cerveza lambic es agria y seca también. Durante su elaboración, las cerezas se dejan dentro durante un período de varios meses, causando un re-fermentación de las azúcares adicionales. Normalmente no queda nada de azúcar al final de la fermentación, por lo que se obtiene un sabor frutal sin dulzura. Posteriormente se pasa por un  proceso de maduración más después de retirar las cerezas.
Recientemente, algunos cerveceros  han agregado azúcar al producto final, a fin de hacerla menos agria (ácida) y más accesible a un público más amplio. Algunos usan jugo de cereza en lugar de la cereza completa y la cerveza se deja madurar durante períodos mucho más cortos.
La Framboise es una cerveza relacionada, pero menos tradicional que la cerveza Kriek, en la que se utilizan frambuesas en lugar de cerezas agrias. La cerveza Kriek también está relacionada con la gueuze, que, si bien no es  una cerveza frutal, está también basada en la refermentación de cerveza lambic. Algunas cervecerías, como Liefmans, hacen cervezas de cerezas basadas en la cerveza oud bruin en lugar de lambic. Estas cervezas tienen un muy sabor diferente a la tradicional kriek de lambic.

## Ejemplos comerciales
Algunas kriek tradicionales:
- 3 Fonteinen Kriek
- Girardin Kriek 1882
- Hanssens Kriek Lambic
- Oud Beersel Oude Kriek Vieille

Krieks endulzadas:
- Belle-Vue Kriek Lambic
- Chapeau Kriek Lambic
- Lindemans Kriek Lambic
- Mort Subite Kriek Lambic
- Timmermans Kriek Lambic
- Van Honsebrouck St. Louis Kriek Lambic
- La Sultane Halal Kriek

'Kriek basadas en Oud Bruin:
- De Ryck Kriek Fantastiek
- Liefmans Kriek
- Kasteel Kriek
- Verhaeghe Echt Kriekenbier

Otras Kriek:
- Solera Kriek (Venezuela)